# Rat-kangourou du Pacifique
Dipodomys deserti
Espèce
Statut de conservation UICN

 LC  : Préoccupation mineure
Le Rat-kangourou du Pacifique (Dipodomys deserti) est une espèce de Rongeurs de la famille des Heteromyidae. C'est un petit mammifère qui fait partie des rats-kangourous d'Amérique. 
L'espèce a été décrite pour la première fois en 1887 par un mammalogiste américain, Frank Stephens (1849-1937).
Supposée disparue depuis plus de 30 ans dans le Saint-Quintin, l'espèce a été redécouverte lors d'un recensement classique réalisé en Basse-Californie

## Répartition et habitat
Cette espèce est présente aux États-Unis (Californie, Nevada, Utah et Arizona) ainsi qu'au Mexique (Baja California et Sonora). Il vit dans les déserts de sable (erg) avec une végétation éparse.

## Liste des sous-espèces
Selon Mammal Species of the World (version 3, 2005)  (2 juin 2016) et ITIS (2 juin 2016) :
- sous-espèce Dipodomys deserti aquilus
- sous-espèce Dipodomys deserti arizonae
- sous-espèce Dipodomys deserti deserti
- sous-espèce Dipodomys deserti sonoriensis